# Nasireddin (Mondkrater)
Nasireddin ist ein Einschlagkrater im Süden der Mondvorderseite, südöstlich des Mare Nubium und westlich des Kraters Stöfler. Der nördliche Kraterrand wird teilweise von Miller überdeckt, Nasireddin wiederum überlagert den östlichen Teil von Huggins.
Der Krater ist mäßig erodiert, das Innere weist konzentrische Strukturen auf.
| Buchstabe | Position          | Durchmesser | Link |
| --------- | ----------------- | ----------- | ---- |
| B         | 39,48° S, 1,27° W | 9 km        |      |

Der Krater wurde 1935 von der IAU nach dem persischen Theologen, Mathematiker, Astronomen und Philosophen Nasir ad-Din at-Tusi offiziell benannt.